# Хорисон
Хорисон (индон.  Horison) — ежемесячный литературный журнал в Индонезии. 
Начал издаваться с июля 1966 на индонезийском языке фондом «Индонезия». 
Инициатор создания журнала - писатель и публицист Мохтар Лубис. В составе первой редакционной коллегии: Мохтар Лубис. Яссин, Х.Б., Заини, Тауфик Исмаил, Ариф Будиман (Су Хок Джин), Д.С. Мульянто, Гунаван Мохамад. 
Журнал отстаивает свободу творчества писателей, многообразие литературных форм и жанров, поощряет развитие молодых талантов. 
На его страницах впервые заявили о себе такие известные ныне индонезийские писатели и поэты, как Умар Каям, Данарто, Арсвендо Атмовилото, Сутарджи Калзум Бахри, Дарманто, Дж. Т., Абдул Хади Виджи Мутхари и др .  
Первоначально в журнале преобладали произведения с ярко выраженной политической подоплёкой, с середины 1970-х гг. – главным образом произведения авангарда (Сутарджи Калзум Бахри, Путу Виджая, Икранегара, Данарто). 
В 1966-1975 гг. – это был единственный авторитетный литературный журнал в стране. Публикация в нём была признанием литературного таланта писателя или поэта. В 1980-е гг. многие видные литераторы отошли от журнала, хотя его выпуск продолжается благодаря усилиям Тауфика Исмаила и писателей его круга. 
С 1996 года выходит приложение к журналу «Какилангит» (Горизонт), предназначенное для студентов и учителей литературы. 
С июля 2016 года совершён переход с бумажного на электронный формат издания. В нём четыре раздела: поэзия, короткий рассказ, эссе, критика. 
Совместно с индонезийской Википедией начата работа по оцифровке архива журнала в бумажной версии .